# 四(三甲基硅基)硅烷
四(三甲基硅基)硅烷是一种有机硅化合物，化学式为(Me3Si)4Si（其中Me = CH3）。它是无色固体，具有高熔点，可升华。它可由三甲基氯硅烷、四氯化硅和锂反应制得：
4 Me3SiCl  +  SiCl4  +  8 Li  →  (Me3Si)4Si +  8 LiCl
它和甲基锂反应，可以得到三(三甲基硅基)硅基锂：
(Me3Si)4Si  +  MeLi  →  (Me3Si)3SiLi  +  Me4Si
它和叔丁醇钾可以发生类似反应，得到相应的钾化合物。